# Erycinopsis
Erycinopsis är ett släkte av fjärilar. Erycinopsis ingår i familjen mätare.
Kladogram enligt Catalogue of Life:
| Erycinopsis | \| \| Erycinopsis diaphana \| \| \| \| \| \| Erycinopsis perspicua \| \| \| \| \| \| Erycinopsis specularis \| \| \| \| |
|             | \| \| Erycinopsis diaphana \| \| \| \| \| \| Erycinopsis perspicua \| \| \| \| \| \| Erycinopsis specularis \| \| \| \| |
|             | Erycinopsis diaphana |
|             | |
|             | Erycinopsis perspicua                                                                                                   |
|             | |
|             | Erycinopsis specularis                                                                                                  |
|             | |